# Zubillaga (Álava)
Zubillaga es un concejo del municipio de Lantarón, en la provincia de Álava, País Vasco, España.

## Toponimia
Zubillaga es un neotopónimo creado en 1989 que significa en lengua vasca sitio o lugar de puentes. El pueblo tiene varios puentes sobre arroyos.Anteriormente, se llamó el lugar Poblado de la General Química o Poblado de Comunión.

## Localización
Está situado en la parte meridional de la cuadrilla de Añana. A tan sólo 700 metros del límite con la provincia de Burgos, cerca de esta localidad se encuentran los núcleos de Comunión, Suzana, Salcedo y Miranda de Ebro.

## Historia

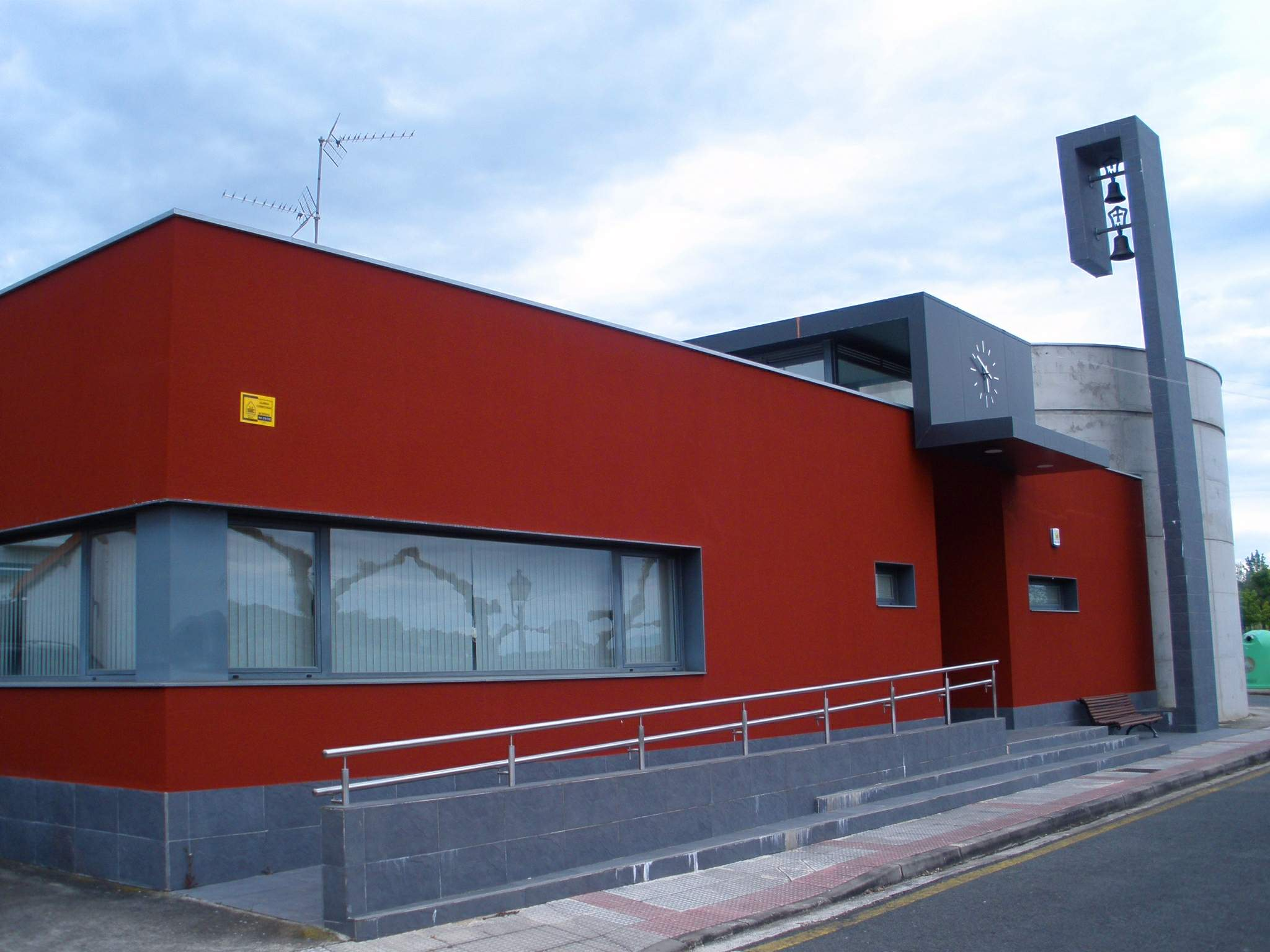
Centro Social y Capilla

Zubillaga es el pueblo más joven de todos los que componen este municipio alavés. Su historia comienza en 1948 cuando se constituye la empresa General Química, S.A..Esta empresa construiría sus instalaciones en un paraje a orillas del río Ebro, situado a algo más de 1 km de distancia del pueblo de Comunión, en terrenos pertenecientes a este.
Con la construcción del complejo químico la empresa General Química construyó también unos pocos años más tarde un poblado de 45 casas para los empleados de la fábrica y sus familias. Durante muchos años fue conocido como Poblado de General Química o Poblado de Comunión, siendo un barrio de Comunión. Con el paso del tiempo este poblado se convertiría en uno de los núcleos de población más dinámicos de los que integran el municipio de Lantarón. Debido a su crecimiento los vecinos del Poblado de General Química llegaron a controlar el concejo de Comunión, ya que superaban en número a sus convecinos de Comunión, lo que llevaba a numerosos conflictos locales. En 1989 obtuvieron el rango de concejo independizándose de Comunión. 
Debido a su origen el concejo carece de cualquier edificio histórico o monumento reseñable. Desde su constitución como pueblo independiente de Comunión, Zubillaga ha sufrido un destacado desarrollo urbanístico. Se canalizaron las aguas fecales, se asfaltaron las calles y se creó una plaza polideportiva acondicionada para la práctica del fútbol sala, baloncesto, bolos y juegos infantiles. También se construyó un cementerio. En 2007 finalizaron la construcción de un local multiusos que acoge local social, iglesia y la oficina del concejo. Con este hito, el pueblo más joven de Álava completaba simbólicamente su constitución como pueblo ya que no podían considerarse un pueblo hasta tener una iglesia.

## Demografía
| Gráfica de evolución demográfica de Zubillaga entre 2000 y 2017 |
|                                                                 |
| Población de derecho según los censos de población del INE.     |

## Infraestructuras
Zubillaga cuenta con un bola-toki de bolos alaveses, centro social y capilla. 
Las instalaciones municipales de Lantarón (ayuntamiento, consultorio médico, biblioteca, campo de fútbol, tenis, piscina, baloncesto, balonmano), se encuentran a escasos metros del pueblo, aunque en terrenos del concejo de Comunión.
En la cercanía del pueblo se encuentra el Complejo Industrial de Zubillaga, con las empresas General Química y Silquímica S.A..

## Fiestas
La fiestas patronales se celebraban en origen se celebraban en honor a San Alberto Magno, el segundo fin de semana de julio.

## Personajes
El artista Darío Urzay vivió durante su infancia en este pueblo.